# Свистелки
Свистелки (Свистёлки) (бел. Свісцелкі) — деревня в Бабиническом сельсовете Оршанского района Витебской области Беларуси.

## География
Деревня находится примерно в полукилометре на юго-восток от Орши. Некогда через деревню пролегала речка Кутеинка (приток Днепра). Некогда полноводная речка на сегодня почти пересохла.

## История
В 1631 году княгиня Анна Огинская (мать Богдана Стеткевича-Завирского) передала основанному ей на реке Кутеинке женскому православному Успенскому монастырю свои землевладения, в числе которых была и деревня Свистёлки. Деревня, вместе с крестьянами и угодьями, была приписана на содержание женской обители. В некоторых исторических документах женская Кутеинская обитель изредка упоминалась как Свистёльская.
В 1910 году деревня относилась к Оршанскому уезду Могилёвской губернии, волость Баранская

## Известные уроженцы и жители
- Семён Селиверстович Пустельников (10.02.1921 — 5.02.1945) — Герой Советского Союза[5].